# ليدي آن كليفورد
الليدي آن كليفورد، كونتيسة دورست وبيمبروك ومونتغمري، بارونة دي كليفورد الرابعة عشرة بالأحقية (30 يناير 1590 - 22 مارس 1676) كانت نبيلة إنجليزية. في عام 1605 ورثت البارونية القديمة لوالدها بأمر قضائي وأصبحت البارونة الرابعة عشرة دي كليفورد بالأحقية. وكانت راعية للأدب وكما يتضح من مذكراتها والعديد من رسائلها كانت هي ذاتها شخصية أدبية. وشغلت منصب شريف ويستمورلاند الوراثي، وبقيت فيه منذ عام 1653 حتى عام 1676.

## أصولها
ولدت الليدي آن في 30 يناير من عام 1590 في قلعة سكيبتون، وجرى تعميدها في 22 فبراير التالي في كنيسة الثالوث المقدس في سكيبتون في ويست رايدينج أوف يوركشير. وكانت الطفلة الوحيدة الباقية على قيد الحياة والوريثة الوحيدة أيضًا لجورج كليفورد إيرل كمبرلاند الثالث (1558–1605) لقلعة أبليبي في ويستمورلاند وقلعة سكيبتون، من زوجته السيدة مارغريت راسيل ابنة فرنسيس راسيل إيرل بيدفورد الثاني. وكان معلم طفولتها الشاعر صموئيل دانيال.

## ميراثها
عند وفاة والدها في 30 أكتوبر عام 1605 ورثت بحكم الأحقية لقب البارونة دي كليفورد القديم، وهو بارونية تأسست بموجب أمر قضائي في عام 1299، لكن إيرلية والدها انتقلت (وفقًا لبراءة تمليكها) كما كان معتادًا إلى الوريث الذكر، وهو شقيقه الأصغر فرانسيس كليفورد إيرل كمبرلاند الرابع (1559–1641)، والذي أوصى له بممتلكاته. وقد ورث آن مبلغ 15000 جنيه إسترليني. وفي شبابها انخرطت في معركة قانونية طويلة ومعقدة للحصول على ممتلكات الأسرة، والتي منحها لها الملك إدوارد الثاني (1307–1327) بموجب حق البكورة المطلق، بدلًا من الوصية البالغة 15000 جنيه إسترليني لها.
كانت حجتها الرئيسية هي أنها كانت تبلغ من العمر 15 عامًا فقط في ذلك الوقت. وفي يناير عام 1617 شجعت آن ملكة الدنمارك آن كليفورد على متابعة مطالبتها وعدم قبول التسوية التي روج لها جيمس السادس والأول. ولم تتمكن آن كليفورد من استعادة ممتلكات العائلة حتى وفاة هنري كليفورد إيرل كمبرلاند الخامس في عام 1643 الابن الوحيد للإيرل الرابع دون وجود وريث ذكر أخر، وعلى الرغم من أنها لم تستعد الممتلكات فعليًا حتى عام 1649.

## سنواتها المبكرة
توتر زواج والديها بسبب وفاة شقيقي آن قبل أن تبلغ الخامسة من العمر، وعاش والداها منفصلين معظم فترة طفولتها. وظهرت توترات الزواج في المجال العام أيضًا خاصة بعد الانفصال. واحتفظ والدها بمكانة مهمة في بلاط إليزابيث الأولى، بينما لم تحصل والدتها على أي اعتراف فيما يتعلق بزوجها في البلاط. ومع انفصال والديها حافظت والدتها على وضع أمومي في منزلها، حيث ظلت الأسرة تحت رعايتها. وقد نشأت في أسرة نسائية بالكامل تقريبًا – وذُكرت في كتاب إميليا لانيير وصف كوهم - وحصلت على تعليم ممتاز من معلمها الشاعر صموئيل دانيال. وعندما كانت طفلة كانت المفضلة لدى الملكة إليزابيث الأولى.
رقصت في مسرحيات الماسك مع الملكة آن ملكة الدنمارك زوجة الملك جيمس الأول، ولعبت دور حورية الهواء في مسرحية صموئيل دانيال مهرجان تيثيس، ولعبت أدوارًا في العديد من مسرحيات الماسك المبكرة في البلاط لبن جونسون، بما في ذلك قناع الجمال (1608) وقناع الملكات (1609). وفي أبريل عام 1613 انضمت إلى رحلة آن الدنماركية إلى باث.